# Santa Catarina Barahona
Santa Catarina Barahona é uma cidade da Guatemala do departamento de Sacatepéquez.